# Xylophanes suana
Xylophanes suana är en fjärilsart som beskrevs av Druce 1889. Xylophanes suana ingår i släktet Xylophanes och familjen svärmare. Inga underarter finns listade i Catalogue of Life.

## Beskrivning

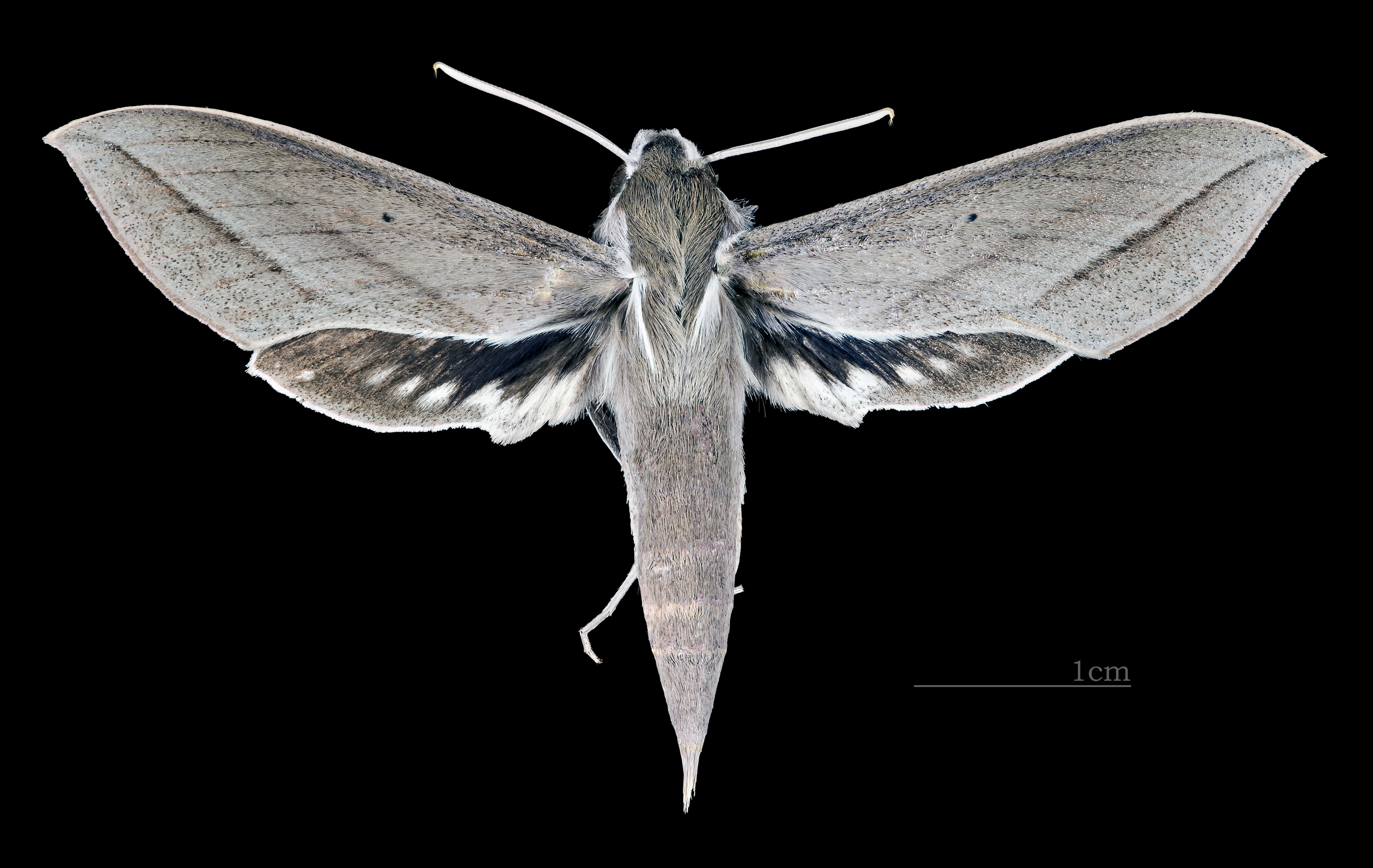
Xylophanes suana  ♀
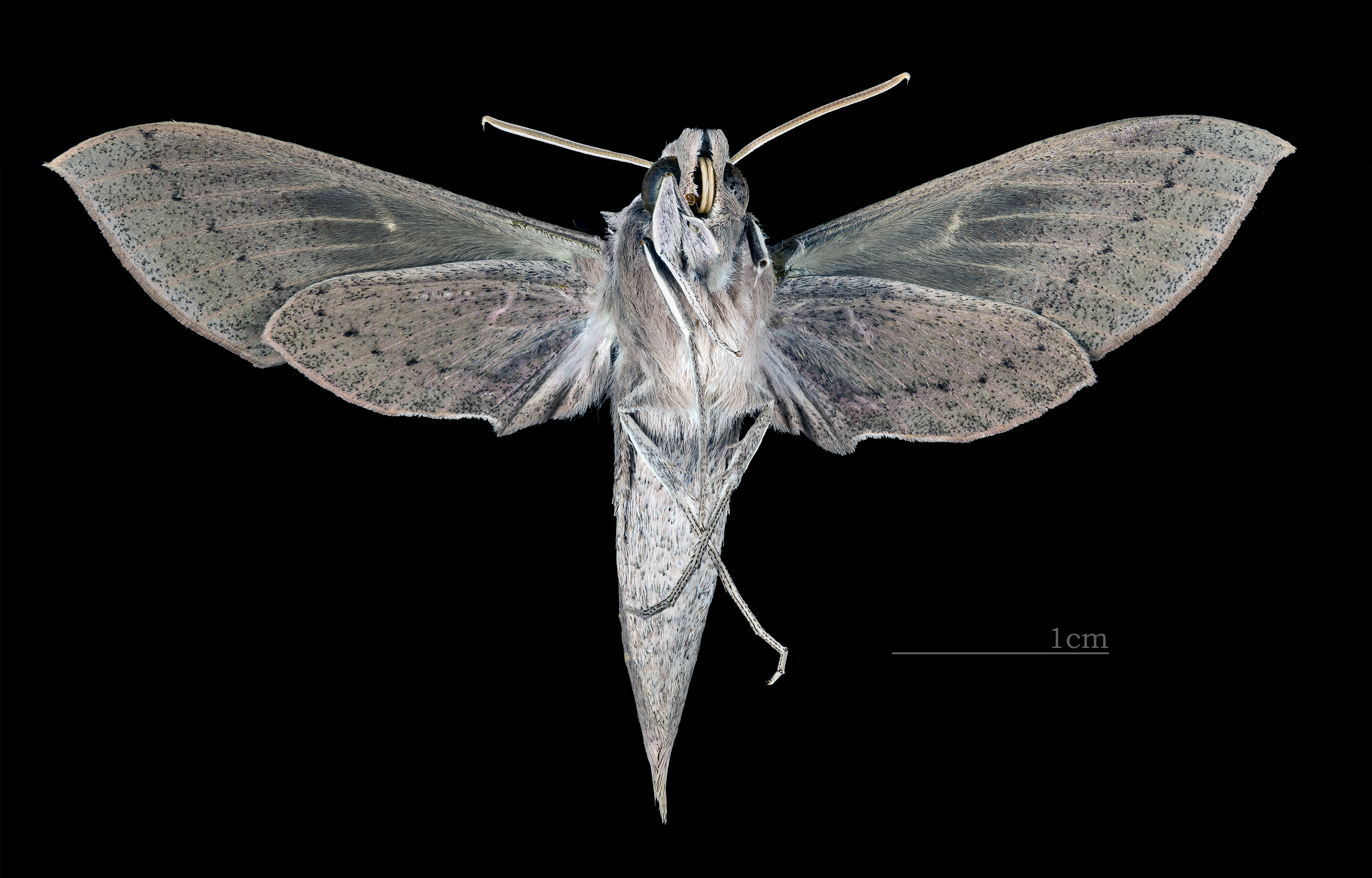
Xylophanes suana ♀ △